# Liv Weisberg
Liv Weisberg, född 1977, är en svensk dokumentärfilmare.
Weisbergs debutfilm En resa genom förintelsen – Min farfars berättelse gjordes 1997 och sändes i SVT den 25 maj 1998 och följde henne och hennes farfar när de besöker koncentrationsläger i Polen. 1999-2000 var hon en av fem unga reportrar för SVT:s samhällsprogram Fittja Paradiso. Hon har senare arbetat för Utbildningsradion.
Sedan år 2012 är Weisberg anställd av Forum för levande historia.

## Filmografi
- En resa genom förintelsen – Min farfars berättelse (1997)
- Antirasister – en film om mod och handling (1998)
- Drömmen om Hollywood (2002)
- Vi fick låna en ängel: en film om rattfylleriets konsekvenser (2003)
- IT-prinsessan (2004)
- Halleluja-bröllop (2005)
- Viljornas kamp – filmen om Fi (2007)
- Jag ska göra abort (Dokument inifrån, 2007)